# Austin Ekeler
Austin Ekeler (Lincoln, 17 maggio 1995) è un giocatore di football americano statunitense che milita nel ruolo di running back per i Washington Commanders della National Football League (NFL).

## Carriera

### Los Angeles Chargers
Al college Ekeler giocò a football alla Western Colorado University dal 2013 al 2016. Dopo non essere stato scelto nel Draft NFL 2017 firmò con i Los Angeles Chargers. Debuttò come professionista nel Monday Night Football del primo turno contro i Denver Broncos ricevendo 2 passaggi per 18 yard. Nella settimana 4 segnò il suo primo touchdown contro i Philadelphia Eagles dopo una corsa da 35 yard. La sua stagione da rookie si concluse con 260 yard corse, 2 touchdown su corsa e 3 su ricezione. L'anno seguente corse 554 yard e segnò 6 touchdown, 3 su corsa e 3 su ricezione.
Ekeler iniziò la stagione 2019 come titolare a causa della defezione di Melvin Gordon per una disputa contrattuale. Nel primo turno corse 58 yard e segnò il touchdown della vittoria, oltre a ricevere 6 passaggi per 96 yard e altre due marcature nel 30–24 sugli Indianapolis Colts. La sua annata si chiuse con 557 yard corse, 3 touchdown su corsa e 8 su ricezione.
Il 16 marzo 2020, Ekeler firmò un contratto quadriennale del valore di 24,5 milioni di dollari con i Chargers. Nella settimana 4 fu costretto a lasciare la partita per un infortunio al tendine del ginocchio.
Nel 2021 Ekeler si classificò quinto nella NFL con 12 touchdown su corsa e primo in touchdown totali, 20.
Nel 2022 Ekeler rimase a bocca asciutta per le prime tre partite, dopo di che segnò tre touchdown (due su corsa e uno su ricezione) nella vittoria sugli Houston Texans della settimana 4. Nel turno successivo corse un massimo stagionale di 173 yard e segnò altri due touchdown nella vittoria sui Cleveland Browns. Divenne così il quarto giocatore non scelto nel draft a segnare 50 touchdown in carriera, dopo Priest Holmes (94), Arian Foster (68) e LeGarrette Blount (58). Nel 16º turno divenne il secondo giocatore della storia a far registrare almeno 10 touchdown su corsa e 5 su ricezione in stagioni consecutive, eguagliando Marshall Faulk (2000-2001). La settimana successiva corse 122 yard e 2 touchdown nella vittoria sui Los Angeles Rams e divenne il quinto running back della storia a totalizzare almeno 100 ricezioni in una stagione. Per questa prestazione fu premiato come giocatore offensivo della AFC della settimana. Chiuse la stagione al primo posto della NFL con 18 touchdown totali, al secondo con 13 touchdown su corsa al quinto con 107 ricezioni. Segnò due touchdown su corsa anche nel primo turno di playoff ma i Chargers sprecarono un vantaggio di 27-0 contro i Jacksonville Jaguars andando a perdere per 31-30.
Nell'ottavo turno della stagione 2023 Ekeler divenne il settimo giocatore dell'era Super Bowl a segnare 30 touchdown su corsa e 30 su ricezione in carriera. Di quei sette giocatori, fu l'unico non scelto nel draft. Chiuse la stagione con 5 touchdown su corsa e uno su ricezione in 14 presenze, tutte come titolare.

### Washington Commanders
L'11 marzo 2024 Ekeler firmò con i Washington Commanders. A fine stagione fu inserito nel Second-team All-Pro come kick returner.

## Palmarès
- Second-team All-Pro: 1

2024
- Giocatore offensivo della AFC della settimana: 1

17ª del 2022